# Скорупа, Малгожата
Малгожата Скорупа (пол. Małgorzata Skorupa; 16 сентября 1984 года, Радом) — польская волейболистка, центральная блокирующая польского клуба «Атом Трефл» (Сопот), сестра-близнец Катажины Скорупы.

## Биография
У Малгожаты есть сестра-близнец Катажина. Сестры родились в городе Радом в известной в городе волейбольной семье. Их отец Анджей Скорупа польский волейболист, игрок сборной страны в 1980-х годах и многолетний связующий ВКС «Чарни» Радом, позже был тренером этой команды. Их мама Эва Вавженчик волейболистка клуба «Радомка» из Радома.
Сёстры начинали заниматься волейболом в команде «Прох» из Пёнки, что в 20 км от Радома, поскольку на тот момент в родном городе не было подходящих секций. В команде «Прох» первыми тренерами сестёр были крёстная Малгожаты — Халина Зелинская — волейболистка сборной Польши в 1980-х годах и клуба «Радомка», а также тренер Тадеуш Михньо.
Затем Малгожата вместе с сестрой была в составе команд «Радомка» Радом (1999—2000) и АЗС «Политехника» Радом (2000—2001). В 2002 году сёстры присоединились к клубу высшей лиги «Скра» Варшава, но не пробившись в основу, вскоре покинули команду и выступали за разные коллективы.
Малгожата (центральная блокирующая) начала играть за команды первой лиги АЗС «Политехника» Ченстохова (2003—2004) и «Скра» Белхатув (2004—2006), в отличие от сестры Катажины (связующая), которая присоединилась к клубам высшей лиги и ведущим борьбу за призовые места в чемпионате страны. В 2006 году Малгожата присоединилась к команде высшей лиги «Сталь» Мелец, где отыграла три сезона. Карьера Малгожаты несколько менее яркая, чем у Катажины, на данный момент у неё нет медалей в чемпионате страны, но она считается игроком высокого уровня. Малгожата была приглашена в команды ТПС Румя, и затем «Легионовия» Легьоново как ключевой игрок команды, перед которой стояла задача выхода в высшую лигу, в обоих случаях поставленные цели были выполнены. Затем она продолжила выступления в высшей лиге за команды — «Легионовия» Легьоново (2012—2014), «Палац» Быдгощ (2014—2015) и ПТПС Пила (2015—20016), «Атом Трефл» Сопот (с 2016).
Статистика выступлений
| Клуб                       | Годы      |
| -------------------------- | --------- |
| Скра Варшава               | 2002—2003 |
| АЗС Политехника Ченстохова | 2003—2004 |
| Скра Белхатув              | 2004—2006 |
| Сталь Мелец                | 2006—2009 |
| ТПС Румя                   | 2009—2010 |
| Легионовия                 | 2010—2014 |
| Палац Быдгощ               | 2014—2015 |
| ПТПС Пила                  | 2015—2016 |
| Атом Трефл Сопот           | с 2016    |